# Lista de filmes mais caros

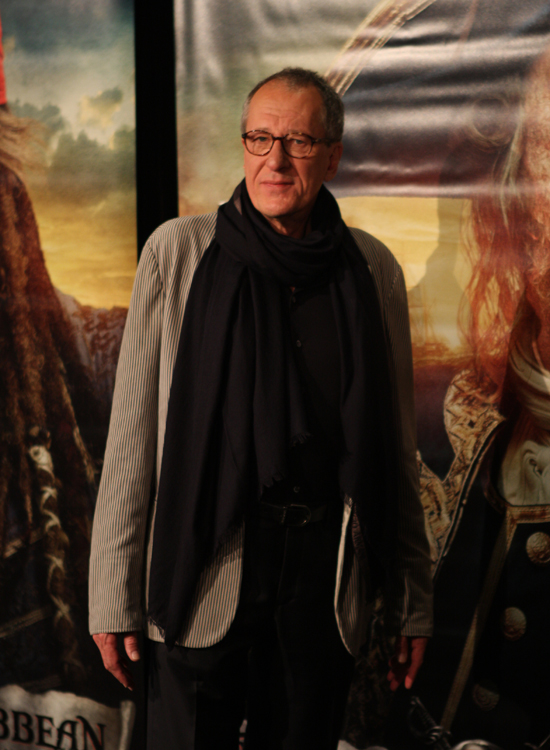
Com orçamento de 410 milhões de dólares, Pirates of the Caribbean: On Stranger Tides (2011) foi considerado por muitos anos como o filme mais caro já produzido. Na imagem, o ator Geoffrey Rush na estreia do filme em Queensland, 2011.

Devido à tradicional obscuridade sobre a natureza dos financiamentos de Hollywood, não há um consenso sobre o filme estadunidense mais caro já produzido. Atualmente, Star Wars: The Force Awakens - primeiro filme da terceira trilogia da saga Star Wars e lançado em 2015 - é considerado o filme mais caro da história do cinema, com orçamento de US$ 447 milhões de dólares. Por outro lado, a trilogia The Hobbit figura como a mais cara produção conjunta, alcançando custos combinados de 623 milhões de dólares.
Inflação, técnicas de filmagem e mercado cinematográfico são os principais fatores que impactam o orçamento de uma produção. Durante a era do cinema mudo, no entanto, os custos de produção não registraram recordes expressivos, sendo que Ben-Hur: A Tale of the Christ (1925) foi considerado o filme mais caro por décadas. A televisão também exerceu um impacto sobre os custos do cinema nas décadas de 1950 e 1960 já que o mercado cinematográfico competia com o televisivo por público, culminando na produção de Cleopatra (1963); apesar de ter sido o filme mais lucrativo do ano de seu lançamento, as bilheterias de Cleopatra não ultrapassaram o custo de produção. A década de 1990 foi cenário de dois limiares cruzados, com True Lies custando 100 milhões e Titanic custando 200 milhões - ambos dirigidos por James Cameron. Isto inaugurou uma tendência entre os grandes estúdios de Hollywood produzirem filmes acima de 100 milhões de dólares.
Esta lista inclui apenas filmes já lançados ao público e não projetos em desenvolvimento, pós-produção ou apenas anunciados, uma vez que custos preliminares costumam variar durante o processo de produção. Os custos tomados como referência não incluem valores de promoção e divulgação do filme. A lista é ordenada por orçamentos segundo o divulgado oficialmente pelas companhias produtoras; sendo que a maioria das companhias não revelam seus custos exatos e estimativas de especialistas e críticos são levadas como base. Quando mais de uma produção registra valores similares, o filme de lançamento mais antigo terá precedência. 

## Produções cinematográficas mais caras
Esta lista inclui somente produções cinematográficas com mais de 200 milhões de dólares em orçamento. Devido a efeitos inflacionários, quase a totalidade dos filmes foi produzida no século XXI. 
| #  | Título                                      | Ano  | Custo (estimativa) | Refs   |
| -- | ------------------------------------------- | ---- | ------------------ | ------ |
| 1  | Star Wars: The Force Awakens                | 2015 | US$ 447 milhões    | [ 8 ]  |
| 2  | Jurassic World: Fallen Kingdom              | 2018 | US$ 432 milhões    | [ 9 ]  |
| 3  | Star Wars: The Rise of Skywalker            | 2019 | US$ 416 milhões    | [ 8 ]  |
| 4  | Fast X                                      | 2023 | US$ 379 milhões    | [ 10 ] |
| 5  | Pirates of the Caribbean: On Stranger Tides | 2011 | US$ 379 milhões    | [ 11 ] |
| 6  | Avengers: Age of Ultron                     | 2015 | US$ 365 milhões    | [ 12 ] |
| 7  | Avengers: Endgame                           | 2019 | US$ 356 milhões    | [ 13 ] |
| 8  | Doctor Strange in the Multiverse of Madness | 2022 | US$ 351 milhões    | [ 14 ] |
| 9  | Avatar: The Way of Water                    | 2022 | US$ 350 milhões    | [ 15 ] |
| 10 | Ant-Man and the Wasp: Quantumania           | 2023 | US$ 330 milhões    | [ 16 ] |